# Q Hayashida
Pour les articles homonymes, voir Hayashida.
Q Hayashida (林田 球, Hayashida Kyū) est une mangaka née en 1977 à Tokyo. Elle est principalement connue pour son manga underground Dorohedoro, publié par Monthly Ikki de 2000 à 2014, puis par le Hibana de 2015 à 2017 et enfin par le Monthly Shōnen Sunday de novembre 2017 au 12 septembre 2018 (date à laquelle se termine le manga).

## Biographie
Q Hayashida naît à Tokyo en 1977. On connaît peu de choses sur elle, son vrai nom et son visage sont notamment inconnus du grand public. Avant d'entrer à l'université, Hayashida veut déjà devenir mangaka et travaille en tant que free-lance pour différents magazines. Alors qu'elle étudie à l'université des arts de Tokyo, où elle se spécialise en peinture, Hayashida commence à trouver son propre style et s'oriente sérieusement vers une carrière de mangaka. Son premier manga, Sofa-Chan, publié en 1998, raconte l'histoire d'une femme fantôme qui vit sur un canapé. Elle est embauchée chez Monthly Ikki en 1999. Elle fait ses vrais débuts en 2000 avec Maken X Another, une adaptation de jeu vidéo. 

## Œuvres
- Sofa-Chan (1998)
- Maken X Another (2000-2001), réédité et republié en 2008 en tant que Maken X Another Jack
- Dorohedoro (2000-2018)
- Huvahh (2011, one shot)
- Underground Underground (2012, one shot)
- Hanshin Tigers Sousetsu 80 Shuunen Kinen Zoukan (2015)
- Dai Dark (depuis 2019)